# Pouvoirs spéciaux (guerre d'Algérie)
Le décret dit des « pouvoirs spéciaux », voté en Conseil des ministres en mars 1956, sous le gouvernement Guy Mollet, accorde à l'armée française des pouvoirs très étendus dans le cadre de la guerre d'Algérie.
Ce décret marque le début d’un état d'exception en Algérie française, par le transfert à l’armée des pouvoirs de police, la suspension des libertés individuelles, et la généralisation du recours à la justice militaire. Le vote des « pouvoirs spéciaux » débouchera, en outre, sur l'envoi massif du contingent en Algérie, les effectifs de l'armée passant ainsi de 200 000 hommes en janvier 1956, à 400 000 hommes en janvier 1957.

## Contexte
À la suite des élections législatives du 2 janvier 1956, le socialiste Guy Mollet est devenu président du Conseil. En mars 1956, sur la suggestion de Robert Lacoste, le ministre résident en Algérie, et pour faire face à l'amplification de la « rébellion » et du terrorisme en Algérie, le gouvernement dépose un projet de loi lui conférant des « pouvoirs spéciaux » afin de renforcer son action répressive.
Lors de l'élaboration du projet en Conseil des ministres, Pierre Mendès France, ministre d'État et Gaston Defferre, ministre de la France d'outre-mer, mettent en garde contre cette option qui consacrerait la primauté du militaire sur le politique. Ils sont néanmoins minoritaires au sein du gouvernement, notamment face à Robert Lacoste ou Maurice Bourgès-Maunoury, ministre de la Défense.
Le projet prévoit dans les faits un vaste dessaisissement du pouvoir législatif au profit de l'exécutif, le gouvernement étant habilité à prendre en Algérie, par décrets, toute mesure jugée nécessaire dans les domaines administratif, économique, social et militaire.
Le texte fut adopté à l’Assemblée nationale le 12 mars 1956, par 455 voix – y compris celles des 146 députés du Parti communiste français – contre 76. Il fut publié au Journal Officiel dans son édition du 16 mars 1956 et est donc daté de ce jour avec la numérotation suivante : loi 56-258 .  
Cette loi sera prolongée par un nouveau vote de confiance, avec un vote de 344 députés pour contre 211, à la mi-novembre 1957, sous le gouvernement de Maurice Bourgès-Maunoury.

## Contenu et application de la loi
L'article 5 de la loi précise que :

« Le gouvernement disposera des pouvoirs les plus étendus pour prendre toute mesure exceptionnelle en vue du rétablissement de l'ordre, de la protection des personnes et des biens et de la sauvegarde du territoire. »

Dans les faits, les « pouvoirs spéciaux » permettent la création d'une procédure de justice militaire de « traduction directe » sans instruction, la légalisation des camps d'internement créés en 1955 et l'attribution aux militaires des pouvoirs de police administrative et judiciaire.
C'est grâce à cette délégation des pouvoirs de police à l'armée que les parachutistes purent conduire la « bataille d'Alger », du 7 janvier au 9 octobre  1957.